# واتانابي جون
واتانابي جون (باليابانية: 渡辺純؛ بالكانا: わたなべ じゅん) هو مهندس معماري ياباني، ولد في 20 يوليو 1954 في طوكيو في اليابان.